# 2019 en cyclisme
| Années du cyclisme : 2016 - 2017 - 2018 - 2019 - 2020 - 2021 - 2022    |
| Décennies du cyclisme : 1980 - 1990 - 2000 - 2010 - 2020 - 2030 - 2040 |

Le résumé de l'année 2019 en cyclisme.

## Par mois

### Mars
- Du 15 au 20 mars : Championnats d'Afrique de cyclisme sur route en Éthiopie.

### Août
- Du 6 août au 11 août : 25e édition des Championnats d'Europe de cyclisme sur route à Alkmaar aux Pays-Bas[1].

## Principales classiques

### Monuments
- Milan-San Remo :  Julian Alaphilippe (Deceuninck-Quick Step)
- Tour des Flandres :  Alberto Bettiol (EF Education-First)
- Paris-Roubaix :  Philippe Gilbert (Deceuninck Quick-Step)
- Liège-Bastogne-Liège :  Jakob Fuglsang (Astana)
- Tour de Lombardie :  Bauke Mollema (Trek-Segafredo)

### Classiques World Tour majeures
- Circuit Het Nieuwsblad  :   Zdeněk Štybar (Deceuninck-Quick Step)
- Strade Bianche :  Julian Alaphilippe (Deceuninck-Quick Step)
- E3 BinckBank Classic :   Zdeněk Štybar (Deceuninck-Quick Step)

### Nouvelles classiques World Tour
- Trois Jours de Bruges-La Panne :  Dylan Groenewegen (Jumbo-Visma)

## Principales courses par étapes

### Paris-Nice
- Vainqueur :  Egan Bernal (Sky)
- 2e :  Nairo Quintana (Movistar)
- 3e :  Michal Kwiatkowski (Sky)

### Tirreno-Adriatico
- Vainqueur :  Primož Roglič (Jumbo-Visma)
- 2e :  Adam Yates (Mitchelton-Scott)
- 3e :  Jakob Fuglsang (Astana)

## Championnats

### Course masculine
| Pos                                | Cycliste               | Pays      | Temps          |
| ---------------------------------- | ---------------------- | --------- | -------------- |
|                                    | Mathieu van der Poel   | Pays-Bas  | 1 h 9 min 20 s |
| Médaille d'argent, Coupe du Monde  | Wout van Aert          | Belgique  | +16 s          |
| Médaille de bronze, Coupe du Monde | Toon Aerts             | Belgique  | +25 s          |
| 4.                                 | Michael Vanthourenhout | Belgique  | +50 s          |
| 5.                                 | Laurens Sweeck         | Belgique  | +1 min 1 s     |
| 6.                                 | Lars van der Haar      | Pays-Bas  | +1 min 10 s    |
| 7.                                 | Quinten Hermans        | Belgique  | +1 min 24 s    |
| 8.                                 | Marcel Meisen          | Allemagne | +1 min 29 s    |
| 9.                                 | Jens Adams             | Belgique  | +1 min 31 s    |
| 10.                                | Gianni Vermeersch      | Belgique  | +1 min 33 s    |

### Course féminine
| Pos                                | Cycliste        | Pays        | Temps       |
| ---------------------------------- | --------------- | ----------- | ----------- |
|                                    | Sanne Cant      | Belgique    | 47 min 53 s |
| Médaille d'argent, Coupe du Monde  | Lucinda Brand   | Pays-Bas    | +9 s        |
| Médaille de bronze, Coupe du Monde | Marianne Vos    | Pays-Bas    | +15 s       |
| 4.                                 | Denise Betsema  | Pays-Bas    | +25 s       |
| 5.                                 | Annemarie Worst | Pays-Bas    | +34 s       |
| 6.                                 | Jolanda Neff    | Suisse      | +1 min 16 s |
| 7.                                 | Kaitlin Keough  | États-Unis  | +1 min 21 s |
| 8.                                 | Nikki Brammeier | Royaume-Uni | +1 min 37 s |
| 9.                                 | Sophie de Boer  | Pays-Bas    | +1 min 59 s |
| 10.                                | Ellen Van Loy   | Belgique    | +2 min 5 s  |

## Principaux décès
- 11 janvier : Michel Dejouhannet, coureur français, âgé de 83 ans
- 18 janvier : Rolf Graf, coureur suisse, âgé de 86 ans
- 18 janvier : Cees Haast, coureur néerlandais, âgé de 80 ans
- 19 janvier : Gert Frank, coureur danois, âgé de 62 ans
- 21 janvier : Giuseppe Minardi, coureur italien, âgé de 90 ans
- 20 février : Michel Béchet, coureur français, âgé de 77 ans
- 1er mars : Ludo Loos, coureur belge, âgé de 64 ans
- 7 mars : Kelly Catlin, coureuse américaine, âgée de 23 ans
- 31 mars : Corrado Hérin, coureur italien, âgé de 52 ans
- 19 avril : Patrick Sercu, coureur belge, âgé de 74 ans
- 26 avril : Robbert de Greef, coureur néerlandais, âgé de 27 ans
- 12 mai : Viktor Manakov (cyclisme, 1960), coureur soviétique, âgé de 58 ans
- 3 juin : Fabrizio Fabbri, coureur italien, âgé de 70 ans
- 7 juin : Rolf Maurer, coureur suisse, âgé de 81 ans
- 5 août : Bjorg Lambrecht, coureur belge, âgé de 22 ans
- 16 août : Felice Gimondi, coureur italien, âgé de 76 ans
- 1er septembre : Albert Fritz, coureur allemand, âgé de 72 ans
- 20 septembre : Frans Van Looy, coureur et directeur sportif belge, âgé de 69 ans
- 10 octobre : Ugo Colombo, coureur italien, âgé de 79 ans
- 4 novembre : Jacques Dupont, coureur français, âgé de 91 ans
- 13 novembre : Raymond Poulidor, coureur français, âgé de 83 ans
- 13 décembre : Alfons Sweeck, coureur belge, âgé de 83 ans
- 24 décembre : Giacomo Bazzan, coureur italien, âgé de 69 ans